# Johann Binder
Johann Binder, magyaros írásmóddal Binder János (Homoródbene, 1767. február 12. – Nagyszeben, 1805. november 12.) gimnáziumi igazgatótanár.

## Élete
Apja evangélikus lelkész volt; két évig a székelyudvarhelyi református és 1784. szeptember 11-étől 1789-ig a nagyszebeni evangélikus gimnáziumban tanult; azután a göttingeni egyetemet látogatta. 1793-ban visszatért hazájába s februárban a nagyszebeni gimnáziumnál lett tanár. 1799 szeptemberében conrectorrá léptették elő, 1804 decemberében rectorrá nevezték ki. A göttingeni tudós társaság 1801. november 14-én levelező tagjává választotta.

## Munkái
- De politia veteris urbis Romae, Göttingae, 1791.
- Methodus inveniendi sinus arcuum n plicium, n numerum seu inegrum, seu fractum significante. Cibinii, 1797.
- Ueber Troas. Aus d. Französ. des Grafen Choiseul-Goufier. (Lenz. Ebene von Troja, Neustrelitz, 1798. cz. munkában.)
- Imperium Austriacum. (Óda 1804. október 4. a császárság üdvözlésére.)

Tanítványai számára Kiesewetter német logikáját latinra fordította s ezen kéziratát halála után is használták a nagyszebeni gimnáziumban; Trausch több kéziratát sorolja fel.
Több földrajzi s ethográfiai értekezése jelent meg az erdélyi Quartalschriftben (IV. Ueber die Sprache der Sachsen in Siebenbürgen. VII. 1801. Beiträge zur mathem. Geographie von Siebenbürgen) és Provinzial-Blätterben, (Reise auf den Surul 1805. I. és II.) úgyszintén az Oesterr. Merkurban; kritikai cikkei jelentek meg a Magyar Hirmondó, Magyar Merkurban és a Götting. gelehrten Anzeigenben is. Levele Göttingából 1791. jun. 4. (Transsilvania 1862. 10. sz.)